# Castrillo-Tejeriego
Castrillo-Tejeriego è un comune spagnolo di 237 abitanti situato nella comunità autonoma di Castiglia e León.